# 1967年南非总统选举
1967年南非总统选举是南非的一次总统选举。由国民党的埃本·唐斯对統一黨的Pieter Voltelyn Graham van der Byl少校。